# Anévrisme artériel hépatique
L'anévrisme artériel hépatique est une lésion vasculaire circonscrite, très rare, se développant sur le trajet de l’artère hépatique (propre la plupart du temps ou commune parfois), par dilatation de ses parois et communiquant avec sa lumière, à la façon d’une poche.
On distingue les anévrismes sacciformes et fusiformes.
Les causes d’anévrisme artériel hépatique peuvent être une malformation congénitale, une infection, ou l’athérome, post-traumatique, par hyper-débit (sténoses des autres troncs artériels digestifs).
Le traitement peut être soit endo-vasculaire (embolisation par coils, couverture par stent couvert) ou chirurgical ouvert (mise à plat puis fermeture, ou résection-anastomose directe ou avec greffon veineux selon la taille), ce dernier peut être réalisée soit par laparotomie ou par cœlioscopie. 
Le principal risque est la rupture spontanée ou traumatique. La compression des organes de voisinages (canaux biliaires, veine porte, etc.) est très rare.